# Martivka, Ivanivka
Martivka (în ucraineană Мартівка) este un sat în comuna Novosemenivka din raionul Ivanivka, regiunea Herson, Ucraina.

## Demografie
Componența lingvistică a localității Martivka
     Ucraineană (92,31%)
     Rusă (7,69%)
Conform recensământului din 2001, majoritatea populației localității Martivka era vorbitoare de ucraineană (92,31%), existând în minoritate și vorbitori de rusă (7,69%).